# Estadio Fredrikstad
Fredrikstad Stadion es un estadio de fútbol ubicado en Fredrikstad, Noruega,  fue inaugurado en el año 2007, tiene una capacidad para albergar a 12 650 aficionados cómodamente sentados, su equipo local es el Fredrikstad FK de la Tippeligaen noruega, este nuevo estadio sustituyó al  antiguo Nye Fredrikstad Stadion que presto servicio desde el año 1914 hasta 2006, posteriormente fue demolido en 2007.